# Ramon Ang
Ramon See Ang (în chineză: 蔡启文; pinyin: Cài Qǐ Wén; n. 14 ianuarie 1954, Manila, Filipine) este un om de afaceri filipinez⁠(d) de origine chineză, care îndeplinește, printre altele, funcțiile de președinte executiv și director general al companiei de investiții Top Frontier Investment Holdings, Inc. (acționarul majoritar al San Miguel Corporation), președinte executiv și director general al San Miguel Corporation și președinte al consiliului de administrație al companiei Eagle Cement Corporation. A fost inclus de revista americană de afaceri Forbes în anul 2019 pe locul 8 în topul celor mai bogați 10 oameni din Filipine, cu o avere estimată atunci la 2,8 miliarde de dolari.

## Biografie

### Studii și primele afaceri
S-a născut la 14 ianuarie 1954 într-o familie chino-filipineză⁠(d) din districtul Binondo⁠(d) al orașului Manila și a absolvit studii de inginerie mecanică la Far Eastern University⁠(d) din Manila în 1981.
A intrat în lumea afacerilor la începutul anilor 1970, când a devenit proprietar al unei mici firme specializate în recondiționarea motoarelor. Cumpăra motoare de mașină din Japonia, le recondiționa și apoi le vindea cu profit, avându-i printre clienți pe piloții curselor de automoblism din Manila, inclusiv pe Mark Cojuangco⁠(d), care l-a prezentat pe tânărul Ramon Ang tatălui său, antreprenorul și politicianul Eduardo Cojuangco Jr.⁠(d). Ang a lucrat apoi ca mecanic auto al lui Eduardo Cojuangco, câștigând rapid încrederea acestuia. Potrivit zvonurilor vehiculate adesea în cercurile de afaceri, bătrânul Cojuangco l-a rugat la un moment dat pe Ang să-i examineze unul dintre automobilele sale scumpe care se stricase, iar Ang a reușit să-l repare.

### Colaborator al lui Cojuangco
În urma plecării în exil a mai multor persoane asociate cu regimul dictatorial al președintelui Ferdinand Marcos, inclusiv a lui Cojuangco, Ang a fost desemnat pentru a conduce mai multor companii ale magnatului din provincia Tarlac⁠(d). După întoarcerea în țară a lui Cojuangco și realegerea sa în fruntea consiliului de administrație al San Miguel Corporation în 1998, Ang a fost numit în funcția de vicepreședinte: ascensiunea acestuia din urmă în cadrul companiei a atins apogeul în martie 2002, odată cu numirea lui ca președinte executiv și director operațional (COO⁠(d)). Ieșirea lentă din lumea afacerilor a lui Cojuangco s-a încheiat în 2012 odată cu vânzarea acțiunilor sale în cadrul SMC către antreprenorul din Binondo. Ramon S. Ang a cumpărat în iunie 2012 un pachet de 11% din acțiunile deținute de Cojuangco în cadrul conglomeratului San Miguel Corp. (SMC), pentru o sumă de 27,61 de miliarde de pesos (aprox. 485 de milioane de dolari).

### Conducător al San Miguel Corporation
În 15 aprilie 2021, la zece luni de la moartea lui Cojuangco, San Miguel Corporation și-a modificat statutul prin unificarea rolului, funcțiilor și atribuțiilor directorului executiv (CEO) cu cele ale președintelui executiv. Potrivit raportului înaintat Bursei de Valori din Filipine (PSE) în urma adunării anuale a acționarilor SMC din 2021, Ang a rămas vicepreședinte al Consiliului de Administrație, președinte executiv și director operațional și a preluat funcția de director general (CEO) al companiei. În ședința de organizare din 8 iunie 2021 nu s-a ales un nou președinte al consiliului de administrație, această funcție rămânând vacantă.

### Alte afaceri

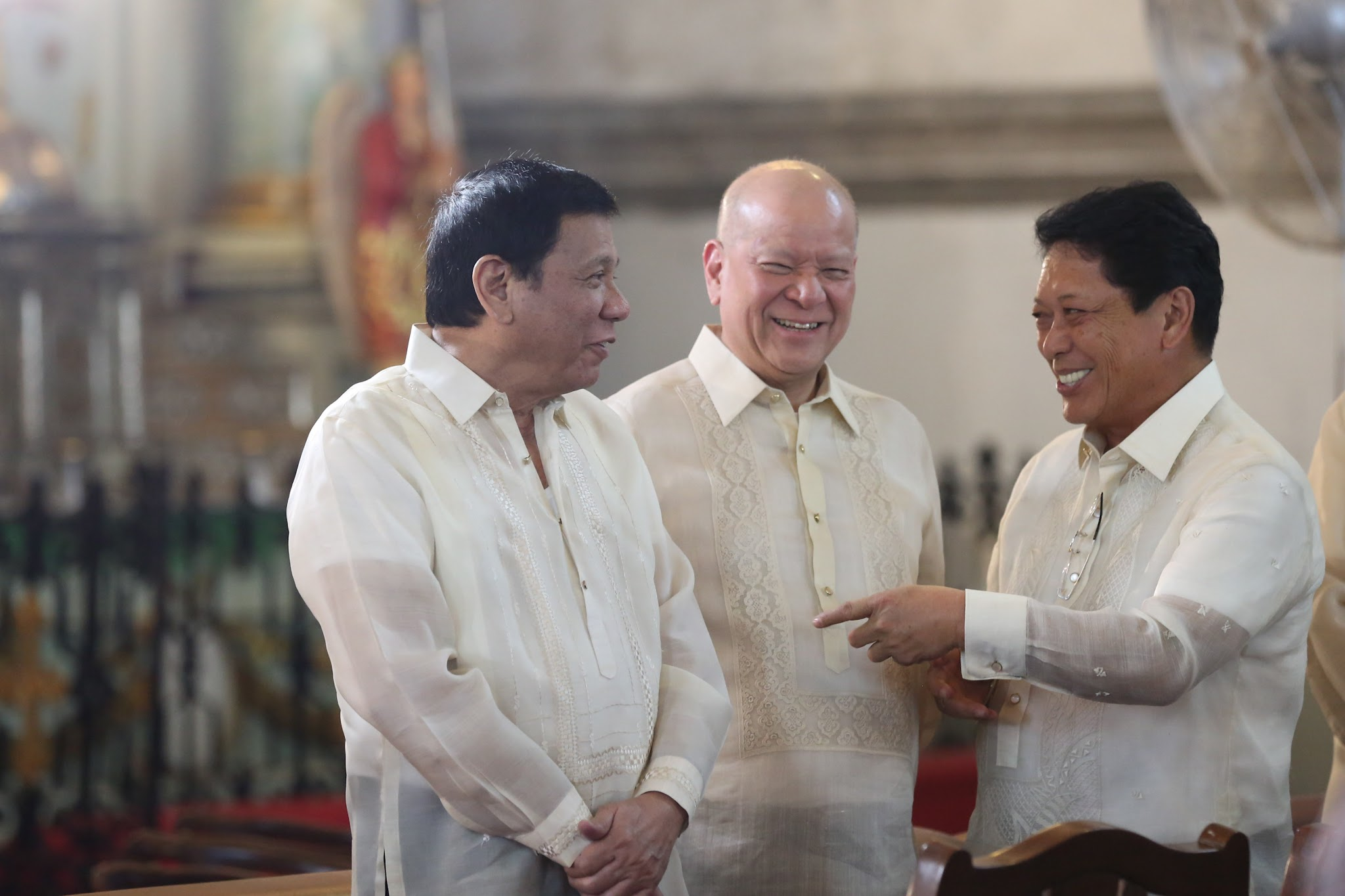
Ramon Ang (centru), între președintele Rodrigo Duterte (stânga) și secretarul de stat pentru muncă (dreapta) în 2016

Ramon Ang desfășoară afaceri în mai multe sectoare, precum construcții, industria minieră, industria alimentară și industria petrolului. El și-a vândut în octombrie 2022 pachetul majoritar de 88,5% deținut direct sau prin intermediari (membrii familiei sale și compania Far East Holdings Incorporated) în cadrul companiei Eagle Cement către San Miguel Corporation pentru suma de 97 de miliarde de pesos (1,7 miliarde de dolari), consolidându-și astfel interesele de afaceri pe fondul unei creșteri a sectorului construcțiilor ca urmare a dezvoltării unor proiecte de infrastructură. Prețul de vânzare al celor 4,4 miliarde de acțiuni Eagle Cement a fost de 22,02 pesos pe acțiune, mai mare cu 42,9% față de prețul de închidere din ziua anterioară tranzacției.
În iunie 2023 Ang a cumpărat un pachet de 45 de milioane de acțiuni în cadrul Top Frontier Investment Holdings (holdingul care deține, printre altele, 66% din acțiunile conglomeratului San Miguel Corporation) la prețul de 241,42 pesos/acțiune, mai mult decât dublu față de prețul de închidere al acțiunilor din ziua anterioară, investind astfel suma de 10,9 miliarde de pesos (194 de milioane de dolari) pentru a-și crește participația deținută de la 26% la aproximativ 35% și devenind astfel al doilea cel mai mare acționar al companiei, după Iñigo Zóbel.
În afara funcțiilor deținute în cadrul conglomeratului San MIguel Corporation, Ramon Ang a deținut sau deține funcții de conducere și în cadrul altor companii: președintele consiliului de administrație și director general al Petron Corp.⁠(d), Petron Marketing Corp. și SMC Global Power Holdings Corp., președinte al consiliului de administrație al San Miguel Brewery, San Miguel Food and Beverage, San Miguel Paper Packaging Corp., South Luzon Tollway Corp., Eastern Telecommunications Philippines, Liberty Telecoms Holdings, Sea Refinery Corp., Philippine Diamond Hotel and Resort Inc. și Eagle Cement Corp., vicepreședinte al consiliului de administrație al Manila Electric Co., Ginebra San Miguel⁠(d), San Miguel Pure Foods Co. și San Miguel Yamamura Haiphong Glass Co. Ltd. (Vietnam), președinte și director operațional al PAL Holdings, Philippine Airlines⁠(d), Trustmark Holdings Corp. și Zuma Holdings and Management Corp. etc.

## Interese politice
Ang a fost un important susținător financiar al campaniei electorale a politicianului Rodrigo Duterte, primarul orașului Davao, cu care avea relații strânse, în timpul alegerilor prezidențiale din 2016⁠(d). În anul următor, el a anunțat achiziționarea unui pachet majoritar de acțiuni la ziarul Philippine Daily Inquirer⁠(d), care se remarcase prin criticarea acțiunilor lui Duterte la începutul mandatului său de președinte al Filipinelor. Inițierea unor proiecte majore de infrastructură de către guvernul președintelui Duterte a contribuit, de asemenea, la creșterea substanțială a averii nete a lui Ang, în mare parte datorită creșterii veniturilor companiei producătoare de ciment Eagle Cement, pe care o deține.